# Closerie Falbala
La Closerie Falbala est une œuvre monumentale de Jean Dubuffet, installée sur la commune de Périgny (Val-de-Marne) en France.

## Localisation
La Closerie Falbala est située dans le département français du Val-de-Marne, sur la commune de Périgny.

## Description
La Closerie Falbala est une œuvre recouvrant 1 610 m2 et atteignant 8 m de haut. Construite en époxy et béton peints au polyuréthane, elle est constituée d'une sorte de jardin, terrain entouré de murs (la closerie proprement dite), comportant en son centre un édifice, la Villa Falbala, qui renferme le Cabinet logologique, construit par Dubuffet de 1967 à 1969, lieu de méditation.
Les murs de la Closerie sont entièrement peints en blanc et recouverts de tracés noirs. L'intérieur de la Villa comporte des dessins abstraits rouges, bleus et noirs.
Des visites guidées sont possibles sur rendez-vous sauf lundi, mercredi et jours fériés.

## Historique
Le Cabinet logologique est construit par Dubuffet entre 1967 et 1969. Il construit ensuite la Closerie entre 1971 et 1973.
La Closerie, la Villa, la maison du gardien et les sols de la propriété sont classés au titre des monuments historiques par arrêté du 17 novembre 1998.